# 大明寺川
大明寺川（だいみょうじがわ）は、西彼杵半島東部を流れ大村湾へ注ぐ二級河川である。流域は長崎県西海市に属するが、源流部は長崎市にも属する。西彼地区では最大の川で、下流域および各支流の流域には住宅地や田畑が広がる。

## 流域
西彼杵半島中央部の山地のうち、北東部寄りの樫井岳（標高404m）・飯盛山（標高531m）・鶴山（標高447m）に囲まれた斜面を水源とする。上流部は山地に深い谷を作って北東へ流れ下る。平原郷（ひらばるごう）の手前には平成元年（1989年）に砂防堰堤が作られた。
砂防ダムを過ぎると西彼地区東部の丘陵地に出る。南から平原川が合流し、合流後は北へ流れる。右岸にはゴルフ場（長崎パークカントリークラブ）がある。
下流の亀岳は既に感潮域で、川幅も広く流れは緩やかである。両岸は護岸されているが自然も比較的多く残っており、冬には水鳥も飛来する。東から中山川が合流し、住宅地と田畑の中を流れる。大村湾支湾の大串湾にさらに切れこんだ下岳浦に注ぐ。
亀岳は西彼地区の中心部で、付近には市役所支所・学校（西彼中・西彼農高）・グラウンド・動物園（長崎バイオパーク）など施設が集中している。河口部の水田地帯「下岳新田」は幕末頃に開かれた。

### 支流
平原川（ひらばるがわ）
平原郷の盆地を囲む山から流れ出て北へ流れ、大明寺川へ合流する。
中山川（なかやまがわ）
西彼地区東部に広がる標高50-100m程度の台地を水源とし、各地から苧積川・猿山川・塩屋川・白石川・大中川などが流れ出て中山郷の盆地に集まる。盆地から長崎バイオパーク前へ出るとすぐに感潮域に入り、西へ続いて大明寺川へ合流する。
平原川・中山川の流域は平坦地が多く、田畑に利用されている。また周辺の丘陵地には果樹園（柑橘類・巨峰）も多い。

## 関連道路
- 国道206号 - 下流域で架橋
- 長崎県道120号上岳宮ノ浦線 - 中山川に並走して宮浦へ抜ける。各集落を繋ぐ市道が延びる
- 長崎県道204号奥ノ平時津線 - 源流域